# جاون هارلی
جاون هارلی (انگلیسی: Jon Harley؛ زادهٔ ۲۶ سپتامبر ۱۹۷۹) یک بازیکن فوتبال اهل بریتانیا است.